# Список керівників держав 1567 року
Список керівників держав 1567 року — це перелік правителів країн світу 1567 року.
Список керівників держав 1566 року — 1567 рік — Список керівників держав 1568 року — Список керівників держав за роками

## Європа
- Англія
  - Король Англії — Єлизавета I (1558—1603)
- Балканський півострів
  - Герцогство Архіпелагу — Йосип Насі (1566—1579)
  - Князь-єпископство Чорногорія — Рувім I (1561—1569)
- Балтія
  - Велике князівство Литовське — Сигізмунд II Август (1548—1572)
  - Курляндське єпископство — Маґнус Данський (1560—1583)
  - Герцогство Курляндії і Семигалії — Готтгард фон Кеттлер (1561—1587)
  - Шведська Естляндія — Генрік Классон (1565—1568)
- Ірландія
  - Айргіалла — Арт Руад мак Бріайн (1562—1578)
  - Десмонд — Домналл Мак Карті (1558—1596)
  - Тір Еогайн — Шон Доннгайлех ан Діоміус мак Квінн Бакайг (1559—1567); Тойрделбах Луйнех мак Нейлл Хонналайг майк Айрт Ойг О'Нейлл (1567—1593)
- Італія
  - Венеційська республіка — дож Джироламо Пріулі (1559—1567); П'єтро Лоредан (1567—1570)
  - Гуастальське графство — Чезаре I Гонзага (1557—1575)
  - Мантуанське герцогство — герцог Гульєльмо Ґонзаґа (1550—1587)
  - Мірандола (герцогство) (Ducato della Mirandola) — Лудовіко II Піко делла Мірандола (1550—1568)
  - Герцогство Масси і Каррари — Альберіко I Чібо-Маласпіна (1553—1623)
  - Герцогство Модени і Реджо — Альфонсо II д'Есте (1559—1597)
  - Герцогство Парми та П'яченци — Оттавіо Фарнезе (1547—1583)
  - Неаполітанське королівство — Філіп I (1558—1598)
  - Сардинське королівство — Філіп II (1556—1598)
  - Сицилійське королівство] — Філіп II (1556—1598)
  - Сорське герцогство — Джуліо делла Ровере (1539—1578)
  - Принц-єпископство Тренто — Крістофоро Мадруццо (1539—1567); Людовіко Мадруццо (1567—1600)
  - Урбіно (герцогство) — Гвідобальдо II делла Ровере (1538—1574)
  - Феррарська сеньйорія — Альфонсо II д'Есте (1559—1597)
  - Маркграфство Фінале — Альфонсо II дель Карретто (1535—1583)
  - Флорентійське герцогство — Козімо I Медічі (1537—1569)
- Кавказ
  - Арагві (еріставство) (არაგვის საერისთავო) — Ясон I (1558—1580)
  - Картлі — Симон I (1556—1569)
  - Гурійське князівство — Георгій II Гурієлі (1564—1583)
  - Самцхе-Саатабаго — Кайхосро II Джакелі (1545—1573)
  - Кахетинське царство — Леван (1520—1574)
  - Мегрельське князівство — Георгій III Дадіані (1546—1573)
  - Тюменське ханство (Кавказ) — Токлуй (1559—1569)
- Німеччина
  - Герцогство Австрія — Максиміліан II (1564—1576)
  - Князівство Ангальт — Ангальт-Цербст (князівство) — Бернгард VII (1561—1570); Ангальт-Дессау — Йоахім Ернст (1561—1570); Ангальт-Кетен — до 1603 — приєднано до Ангальт-Цербст
  - Ансбах (князівство) — Георг Фрідріх (1543—1603)
  - Баварія (герцогство) — Альбрехт V (1550—1579)
  - маркграфство Баден-Баден — Філіберт (1536—1569)
  - Байройт (князівство) — Георг Фрідріх (1553—1603)
  - Берг (герцогство) — Вільгельм (1539—1592)
  - Берхтесгаден (пробство) — Вольфґанґ ІІ Ґрійстаттер (1541—1567); Якоб ІІ Путріх (1567—1594)
  - Маркграфство Бранденбург — курфюрст Йоахім II (1535—1571)
  - Герцогство Брауншвейг-Люнебург — Вільгельм ІІ Молодий (1559—1592)
  - Принц-єпископство Бріксен — Крістофоро Мадруццо (1542—1578)
  - Вадуц (графство) — Альвіг II (1566—1572)
  - Вюртемберг (герцогство) — Христоф (1550—1568)
  - Вюрцбург (принц-єпископство) — Фрідріх фон Вірсберг (1558—1573)
  - Гессен (ландграфство) — Філіпп I (1509—1567). Розділено між 4 братами.
  - Гессен-Дармштадт — Георг I (1567—1596)
  - Гессен-Кассель — Вільгельм IV (1567—1592)
  - Гессен-Марбург — Людвіг IV (1567—1604)
  - Принц-єпископство Гільдесгайм — Буркхард фон Оберг (1557—1573)
  - Гольштейн-Піннеберг — Адольф XI з братом (1560—1601)
  - Гоя (графство) (Grafschaft Hoya) — Еріх V (1563—1575)
  - Архієпископ Зальцбургу — Йоганн Якоб фон Кен-Беласі (1560—1586)
  - Пфальц-Цвайбрюккен — Вольфганг (1532—1569)
  - Каммін (єпископство) — Йоганн Фрідріх I (1556—1574)
  - Герцогство Каринтія — Карл II (1564—1590)
  - Кельнське курфюрство — Фрідріх IV фон Від (1562—1567); Залентін фон Ізенбург (1567—1577)
  - Кенігсегг (Königsegg) — барон Джон Джеймс (1553—1567); Марквард IV (1567—1622) і Георг II (1567—1622)
  - Клеве (герцогство) — Вільгельм (1539—1592)
  - Констанц (князівство-єпископство) — Марк Сіттіх фон Гогенемс Альтемпс (1561—1589)
  - Курпфальц — Фрідріх III (1559—1576)
  - Ліппе-Детмольд — Симон VI (1563—1613)
  - Любекське князівство-єпископство — Еберхард II фон Холле (1561—1589)
  - Архієпископ Майнца Даніель Брендель фон Гомбург (1555—1582)
  - Марк (графство) — Вільгельм (1539—1592)
  - Мекленбург-Гюстров — Ульріх Мекленбурзький (1555—1603)
  - Мекленбург-Шверін — Йоганн Альбрехт I Мекленбурзький (1547—1576)
  - Нассау-Саарбрюккен — граф Йохан IV (1554—1574)
  - Графство Ольденбург — Антон I (1548—1573)
  - Пруссія (герцогство) — Альбрехт (1525—1568)
  - графство Рітберг — Армгард (1565—1584)
  - Саксен-Веймар — Йоганн Вільгельм (1554—1573)
  - Саксен-Лауенбург — Франц I (1547—1571)
  - граф Тиролю — Фердинанд II (1564—1595)
  - Фельденц (графство) — Вольфганг (1532—1569)
  - Герцогство Штирія — Карл II (1564—1590)
  - Юліх-Клеве-Берг — герцог Вільгельм (1539—1592)
- Піренейський півострів
  - Португальське королівство — король Себаштіан (1557—1578)
  - Наваррське королівство — Жанна III (1555—1572)
- Польща — Сигізмунд II Август (1548—1572)
  - Берутувське князівство — Генріх III Мюнстерберзький (1565—1574)
  - Бжезьке князівство — Георг II Бжезький (1547—1586)
  - Зембицьке князівство — Карл Криштоф Мюнстерберзький (1565—1569)
  - Олесницьке князівство — Карл II Мюнстерберзький (1565—1617)
  - Легницьке князівство — Генріх XI Легницький (1559—1576)
  - Тешинське герцогство — Вацлав III Адам (1528—1579)
- Касимовське ханство — Сайн-Булат (1567—1573)
- Московське царство — Іван Грозний (1547—1584)
- Румунія; Молдова
  - Волощина — господар Петру II Молодий (1559—1568)
  - Молдавське князівство — Олександр IV Лопушанин (1564—1568)
- Скандинавія
  - король Данії — Фредерік II (1559—1588)
  - Король Норвегії — Фредерік II (1559—1588)
  - Швеція — Ерік XIV (1560—1568)
- Угорське князівство — король Максиміліан II (1564—1576)
- Східно-Угорське королівство — Янош II Жигмонд Заполья (1540—1571)
- Україна —
  - Кримське ханство — Девлет I Ґерай (1551—1577)
- Французьке королівство — Карл IX Валуа (1560—1574)
  - Барське герцогство — Карл III (1545—1608)
  - Голландія — Філіп II (1555—1581)
  - Люксембург (герцогство) — Філіп II (1556—1598)
  - Льєзьке єпископство — Герард ван Гроозебек (1563—1581)
  - Монбельярське графство — Фрідріх I (1558—1608)
  - Монако — Оноре I (1523—1581)
  - Оранське князівство — Вільгельм I Оранський (1544—1584)
  - Савойське герцогство — Еммануїл Філіберт (1553—1580)
  - Фуаське графство — Генріх IV (1562—1610)
- Король Богемії (Чехія) — Максиміліан II (1564—1576)
- Шотландія
  - Король Шотландії — Марія I Стюарт (1542—1567); Яків I (1567—1625)
- Святий Престол; Папська держава — папа римський — Пій V (1566—1572)
- Вселенський патріарх — Митрофан III Константинопольський (1565—1572)

## Азія
- Близький Схід
  - Рамазаногуллари — Пірі Мехмед-паша Рамазаноглу (1517—1567); Дервіш Пірі Мехмед (1567—1569)
  - Османська імперія — Селім II (1566—1574)
  - Шаріфат Мекки — Аль-Хасан III (1566—1583)
    - Ємен (еялет) — Ридван Паша (1565—1567)
    - Лахса (еялет) — Алі Паша (1566—1572)
- Персія; Середня Азія
  - Сефевідський Іран — Тахмасп I (1524—1576)
    - Карабаське беклярбекство — Шахверди-султан (1551—1568)
- Індія і Шрі-Ланка
  - Аділ-шахи — Алі Аділ-шах I (1558—1579)
  - Ахмеднагарський султанат — Муртаза Нізам-шах I (1565—1588)
  - Ахом — Сукхаамфа (1552—1603)
  - Бенгальський султанат — Сулейман-хан Каррані (1566—1572)
  - Берарський султанат — Бурхан Імад-шах (1561—1568)
  - Бідарський султанат — Алі Барід-шах I (1542—1580)
  - Віджаянагарська імперія — Садашіварая Тулува (1542—1570)
  - Гархвал (держава) — Прітві Шах (1552—1614)
  - Горкха (королівство) — Дравія-шах (1559—1570)
  - Султанат Голконда — Ібрагім Кулі Кутб-шах (1550—1580)
  - Гуджаратський султанат — Музаффар-шах III (1561—1573)
  - Джайпур (князівство) — Біхарі Дас (1548—1574)
  - Джайсалмер (князівство) — Харадж Сінгх (1562—1578)
  - Джодхпур (князівство) — Чандрасен Ратхор (1562—1581)
  - Імперія Великих Моголів — Акбар I Великий (1556—1605)
  - Канді (королівство) — Караліядде Бандара (1552—1583)
  - Кашмірський султанат — Хусейн-шах I (1563—1570)
  - Майсур (князівство) — Тіммараджа Водеяр II (1553—1572)
  - Малавський султанат — Тіммараджа Водеяр II (1553—1572)
  - Династія Малла — Махендра Малла (1560—1574)
  - Мевар (князівство) — Удай Сінґх II (1540—1572)
  - Мустанг (королівство) — Тагпал Дорджі (? — ?)
  - Нарвар — Аскаран (1548—1599)
  - Хандеський султанат — Міран Мухаммад-шах II (1566—1576)
  - Джафна (держава) — Касі Наїнар Параракачекаран (1565—1570)
  - Котте (королівство) — Дгармапала (1551—1597)
  - Сітавака — Маядуне (1521—1581)
  - Губернатор Португальської Індії — Антан де Норонья (1564—1568)
- Індонезія; Південно-Східна Азія
  - Султанат Ачех — Алауддін аль-Кахар (1537/1539-1571)
  - Аюттхая (королівство) — Махінтхратхірат (1564—1568)
  - Банджармасін (султанат) — Рахматуллах (1546—1570)
  - Султанат Бантен — Маулана Хасануддін (1552—1570)
  - Брунейська імперія — Саїф Ріджал (1530? — 1581)
  - Демак (султанат) — ? (1558—1568)
  - Джамбі (султанат) — Панембахан Бахан Саво (1565—1590)
  - Султанат Джохор — Музаффар-шах II (1564—1570)
  - Династія Мак — Мак Мау Хоп (1561—1592)
  - Ланна (держава) — Вісуттхітхеві (1564—1578)
  - Лансанг — Сеттатірат (1548—1571)
  - Пагаруюнг — Мегаварна (1540—1570)
  - Могн'їн (князівство) — Хсо Хкое Хпа (1564—1580)
  - Магінданао (султанат) — Мака-аланг Сарипада (1543—1574)
  - Маніла (країна) — Раджа Сулейман (1558—1571)
  - М'яу-У — Секк'я (1564—1572)
  - Кедах (султанат) — Музаффар-шах III (1547—1602)
  - Нгуєн (тюа) — Нгуєн Хоанг (1558—1613)
  - Пандуранга — По Ат (1553—1578)
  - Султанат Сулу — Амірул-Умара (Муїззул Мутаваддін, Насіруддін; 1519—1579)
  - Таунгу — Баїннаун (1551—1581)
  - Тернатський султанат — султан Хайрун Джамілу (1535—1570)
  - Тідорський султанат — Гапі Багуна (1560—1599)
- Кхмерська імперія — Баром Рачеа I (1556—1576)
- Накхонситхаммарат (держава) — до 1629 імена невідомі
- Китай; Монголія
  - Тибет — десі (регент-володар) — міжусобна боротьба до 1576
    - У-Цанг — Карма Цетен (1565—1599)

  - Династія Мін — Чжу Хоуцун (1521—1567); Чжу Цзайхоу (1567—1572)
  - Династія Північна Юань — Тумен-Ясаґту-хан (1557—1592)
- Окінава; Королівство Рюкю — Сьо Ґен (1555—1572)
- Корея
  - Чосон — Мьонджон (1545—1567); Сонджо (1567—1608)
- Середня Азія і Сибір
  - Балхське ханство — Дін Мухаммад-султан (1566—1573)
  - Дербен-Ойрат — Хонгор-нойон (1530—1577)
  - Казахське ханство — Хак-Назар-хан (1537—1580)
  - Марашіян — Султан-Мурад I (1561—1574)
  - Східний Могулістан — Шах-хан (1543—1570)
  - Велика Ногайська Орда — Дін-Ахмет (1563—1578)
  - Сибірське ханство — Кучум (1563—1598) і Ахмад-Гірей (1563—1569)
  - Хівинське ханство — Хаджи Мухаммад-хан (1558—1593)
  - Держава Шейбанідів — Іскандер-хан (1561—1583)
  - Яркендське ханство — Абд ал-Карім-хан (1559—1591)
- Японія — Імператор Оґіматі (1557—1586)

## Африка
- Алжирський еялет — Гасан-паша (1545—1567); Мухаммад-паша I (1567—1568)
- Аллада (держава) — Агбанде (1560—1580)
- Багірмі (королівство) — Мало (1548—1568)
- Бамум (держава) — мфон Фіфен (1544—1568)
- Баол (держава) — Амарі Нгоне I (1560—1593)
- Борну — Айсса Колі (1564—1570)
- Буганда — Джемба (1564—1584)
- Ваало — Мбані Натаго (1565—1574)
- Варсангалі (султанат) — гараад Мохамуд III (1555—1585)
- Ваттасиди — Абдаллах аль-Галіб (1557—1574)
- Волоф (держава) — Лат-Самба (1566—1597)
- Імператор Ефіопії — Сарса Денгел (1563—1597)
- Єгипетський еялет — Махмуд-паша (1566—1567); Коджа Сінан-паша (1567—1569)
- Королівство Імерина — Андріаманелу (1540—1575)
- Кайор — Амарі Нгоне I (1549—1593)
- Койя (королівство) — Фаіима III (1560—1605)
- Королівство Конго — Енріке I (1566—1567); Алвару I (1567—1587)
- Імперія Малі — внутрішня боротьба до 1590
- Мономотапа — мвене-мутапа Негомо Чирісамгуру (1560—1589)
- Ндонго — Нгола Кілуанджі кіа Ндамбі (1561—1575)
- Нрі — Езе Нрі Фенену (1512—1582)
- Салум — Валбумі Ділен Ндіає (1559—1567); Салеотане Діуф (1567—1612)
- Сеннар (султанат) — Умара Абу Сакайкін (1558—1568)
- Імперія Сонгаї — Аскія Дауд (1549—1582)
- Імперія Фута Торо — Гелааджо Табара I (1563—1579)
- Харер (султанат) — Нур ібн Муджахід (1559—1567); Осман Абіссінець (1567—1569)
- Хафсіди — Абу'л Аббас Ахмад III (1543—1569)

## Південна Америка
- Інки — Інка Вількабамби Тіто Кусі Юпанкі (1560—1571)
- Португальська Бразилія — Мем ді Са (1558—1572)
- Віцекоролівство Перу — Лопе Гарсія де Кастро (1564—1569)
- Генерал-капітанство Чилі — Родріго де Кірога (1566—1567); Мельхор Браво де Саравія (1567—1575)

## Північна Америка
- Іспанська Флорида — Педро Менендес де Авілес (1565—1574)